# إيلي بانيستر سون
إيلي بانيستر سون (بالإنجليزية: Ely Bannister Soane)‏(1881–1923)،  كان رائدًا في الجيش البريطاني ، و لغويًا ، وعميلًا للمخابرات ، وكاتبًا، اشتهر برحلاته حول كردستان وبلاد ما بين النهرين ، وكتاباته عن الأكراد .

## السيرة
ولد سون عام 1881 في كنسينغتون في لندن وذهب إلى مدرسة الأسقف لاتيمر ومدرسة لاتيمر الثانوية وتخرج منها عام 1898. ثم عمل بعد ذلك في البنك الإمبراطوري الفارسي لمدة عام، ثم تم إرساله بعد ذلك إلى بلاد فارس حيث سافر حول طهران، شيراز، بوشهر ويزد حيث تعلم اللغات المحلية واعتنق الإسلام . في عام 1906، بدأ العمل في البنك الإمبراطوري الفارسي في كرمانشاه حتى عاد إلى إنجلترا عام 1907. ثم قام برحلة إلى كردستان وبلاد ما بين النهرين متنكراً باسم وزي ميرزا غلام حسين الشيرازي وكتب كتابه "رحلة متنكر إلى بلاد ما بين النهرين وكردستان".
 يحتوي على تجاربه خلال أسفاره والذي تم نشره عام 1910.
من عام 1909 إلى عام 1913 كان يعمل في شركة النفط الأنجلو-فارسية، وهو من عدة رحالة أجانب زاروا بغداد في العهد العثماني، حيث انه عاش في بغداد عندما بدأت الحرب العالمية الأولى. وبعد بدايتها تم وضعه في السجن لفترة قصيرة، ثم بدأ العمل مع البريطانيين في مهمات سرية.
قبل تعيينه وارساله نائب قنصل  إلى دزفول في إيران عام 1916، قام أيضًا بتحرير صحيفة البصرة تايمز ، وهي صحيفة إخبارية يومية يرعاها كبير المسؤولين السياسيين في الإدارة البريطانية في بلاد ما بين النهرين ( السير بيرسي كوكس ) لبيعها للقوات المسلحة والسكان المحليين في المنطقة المحتلة من قبل البريطانيين.
أصبح مستشاراً لمملكة كردستان عام 1919، بعد أن تزايد النفوذ البريطاني في المنطقة نتيجة هزيمة العثمانيين في الحرب، لكنه عاد إلى إنجلترا عام 1923 بعد مؤتمر القاهرة .
أثناء وجوده في كردستان كممثل بريطاني، نشأت توترات بينه وبين حاكم المنطقة الزعيم الكردي محمود برزنجي .
كان سون يعرف اللغة الكردية وكان رئيس تحرير صحيفة (تيگه يشتنى راستى Têgeyştinî Rastî) التي روجت للقومية والثقافة الكردية.

## أعماله
- “ملاحظات حول اللهجات الكردية: فرع شادي من الكرمانجي”، (1909) مجلة الجمعية الآسيوية الملكية لبريطانيا العظمى وأيرلندا ، نيودلهي : مطبعة جامعة كامبريدج : 895-921
- أغنية شعبية كردية جنوبية بلهجة كرمنشاهية ، (1909) مجلة الجمعية الآسيوية الملكية لبريطانيا العظمى وأيرلندا ، مطبعة جامعة كامبريدج : 35-51
- رحلة متنكر إلى بلاد ما بين النهرين وكردستان: مع ملاحظات تاريخية عن القبائل الكردية وكلدان كردستان .(1910) ماينارد وشركاه.
- تقرير عن منطقة السليمانية في كردستان ،(1910) كلكتا : الحكومة المشرفة
- قواعد اللغة الكرمانجية أو اللغة الكردية (باللغتين الإنجليزية والكردية).(1913) لوزاك وشركاه.
- ملاحظات حول قبائل جنوب كردستان . (1918) مطبعة الحكومة، الصفحات من 1 إلى 39.
- مختارات قصيرة من شعر غوران ، (1921) مجلة الجمعية الآسيوية الملكية لبريطانيا العظمى وأيرلندا ، مطبعة جامعة كامبريدج : 57-81
- ملاحظات حول علم الأصوات في جنوب الكرمانجي”، (1922) مجلة الجمعية الآسيوية الملكية لبريطانيا العظمى وأيرلندا ، مطبعة جامعة كامبريدج : 191-226
- فلاديمير، مينورسكي (1923). "حكاية سوتو وتاتو: نص كردي مع ترجمة وملاحظات". نشرة مدرسة الدراسات الشرقية . صحافة جامعة كامبرج . 3 : 69-106.